# Jävla kritiker!
Jävla kritiker! är ett samlingsalbum där ett antal musikskritiker först fått skriva en recension till en låt som ännu inte finns. Recensionerna har sedan omsatts till låtar av olika musiker. Projektet startades av Kalle Dixelius och Håkan Lidbo. Skivan släpptes den 25 januari 2006.

## Låtlista
| Nr | Kritiker          | Artist             | Titel                                   |
| -- | ----------------- | ------------------ | --------------------------------------- |
| 1  | Jan Gradvall      | Fibes! Oh Fibes!   | Psalm 2005                              |
| 2  | Malena Rydell     | Uje Brandelius     | Bollen, Bollen, Bollen                  |
| 3  | Kalle Dixelius    | Håkan Lidbo        | Du                                      |
| 4  | Per Hagman        | Silverbullit       | Late Nite Temptation                    |
| 5  | Po Tidholm        | Nikolai Dunger     | The Night He Got Up and Left            |
| 6  | Karolina Ramqvist | Isolation Years    | Minstrel                                |
| 7  | Anders Nunstedt   | Sapporo 72         | Geometry                                |
| 8  | Mats Almegård     | Andreas Tilliander | No Schaffel                             |
| 9  | Lennart Persson   | Parker             | In Your Face (From the Back of My Mind) |
| 10 | Andres Lokko      | Sophie Rimheden    | Decembersång                            |